# 月华剑士
《月華劍士》，SNK公司於1997年和1998年出品的格斗游戏之系列之一，總共發行了兩代。与同一制作公司的作品《侍魂》系列类似，以使用如日本刀之类的近身武器进行战斗为卖点。

## 系列作品
1997年《幕末浪漫·月華之劍士》（平文式羅馬字：Bakumatsu Roman: Gekka no Kenshi，中文中常稱《月華劍士》，后文中简称《一幕》）在MVS机台上发售。
翌年1998年11月，续篇《幕末浪漫第二幕·月华之剑士 ～月下芳华、委地之花～》（平文式羅馬字：Bakumatsu Roman: Dai Ni Maku Gekkano Kenshi，中文中常稱《月華劍士二》，后文简称《二幕》）在同一机台上发售。

## 系統

### 用語
本遊戲為了突顯古代日本風格，對一般的格鬥遊戲用語有一套特別稱呼，例如必殺技名為「奧義」、超必殺技名為「超奧義」、霸體狀態名為「鋼體術」。

### 基本系統
採用搖桿+四個按鈕操作，A鈕=弱斬、B鈕=強斬、C鈕=蹴攻擊、D鈕=彈返。

搖桿輸入→→為衝刺，衝刺期間按攻擊鈕能作出各種衝刺攻擊，輸入←←為急後退。

輸入←或→+B（一幕）/C+D（二幕）為通常投。

全角色均有幾種共通特殊技：←+A、→+B、→+C、↘+C、B+C（《一幕》為中段斬擊，《二幕》會根據劍質有不同的攻擊）、對手倒地時↘+B（倒地追打，部份角色採用別的指令）。

彈返：按下D鈕發動的當身架式，架式中受到對手特定攻擊能把攻擊彈開，令對手陷入硬直狀態。《一幕》有站立和蹲下兩種彈，《二幕》追加在空中發動的空中彈。彈返能有條件地彈開奧義，《一幕》為以→或↘+D使出彈返，《二幕》則改為僅限彈返發動一刻角色亮起白光時才能彈開奧義。

劍氣計：畫面下方的計量表，玩家攻擊或受創時會累積，集滿時玩家便能消耗全部計量發動「超奧義」。此外玩家角色體力計量下降至閃動時能不耗劍氣計使出超奧義。

### 劍質
遊戲裡有「力」和「技」兩種劍質給玩家選擇，代表著兩種不同的戰鬥風格。《二幕》追加了需要使用秘技選擇鬼隱藏劍質「極」。

力：重視攻擊力的劍質，基本攻擊力較高。能夠使用從特定的奧義取消往超奧義的「昇華」，角色體力計閃動且劍氣計全滿時能夠消耗全部劍氣使出威力強大的「潛在奧義」。《二幕》裡特殊技B+C為出招慢而不能擋的「防禦不可斬」。

技：重視連攜能力劍質，能使用以特定順序連續使出通常技的「連殺斬」。擁有特殊連擊技能「亂舞奧義」；《一幕》為需要角色體力計閃動且劍氣全滿時方能發動的特殊狀態，發動期間各種招式能互相取消，《二幕》改為突進亂舞技，命中後需要連續輸入追加指令、亂舞有四種流程變化，追加指令會根據角色不同而有所分別。《二幕》裡特殊技B+C為中段判定且能夠把對手擊飛的「打上斬」。

極：隱藏劍質，集合「力」和「技」的特徵於一身。能同時使用「連殺斬」、「昇華」、「潛在奧義」、「亂舞奧義」、「打上斬」，缺點為角色防禦力下降和劍氣蓄積效率變差。

## 故事劇情
该游戏以日本幕末为时代背景，讲述关于剑客们的故事（日语中将武士常用的日本刀通称为“剑”，与汉语中的“剑”定义不同）。游戏剧情设定于日本江户时代末期、俗称幕末的乱世舞台。历史上实际存在的武装团体新选组也有登场。在此基础上，加入了阴阳道和四神等架空设定。

## 主要人物

### 「一幕」登場角
楓（Kaede，聲：水津光司）
使用武器：疾風丸（刀）、流派:活心一刀流
稱號：「繼承時代的少年/Shining Soul」
主角，擅長活心一刀流各招式，從身亡的養父 慨世繼承四神的一角・青龍，覺醒青龍之力後會解開小馬尾，髮色從黑變金，平時柔弱的性格會變得積極好戰。
「二幕」以隱藏角色形式能使用覺醒前的楓。
御名方守矢（Moriya Minakata，聲：橋本潤）
使用武器：月桂（刀）、流派:活殺逸刀流
稱號：「生存於月之宿命之士/Moon Destiny」
楓與雪的義兄，沒落士族之子，由慨世收養並作為養子，擅長活殺逸刀流(原活心一刀流)各招式。
雪（Yuki，聲：西川葉月）
使用武器：牡丹（槍）、流派:活心長槍術
稱號：「貫徹命運之槍/Anxious White」
慨世收養的外國女子，柔枝嫩條的身材，留一頭金長髮。楓的義姊也是守矢的義妹，為了守矢而使用凍術&槍術，實際身分是封印巫女。
「二幕」結局犧牲自己生命來換取封印地獄門。
玄武之翁（Okina，聲：中井重文）
使用武器：火梵（釣竿）、流派:真心流 一之太刀
稱號：「奮鬥隱者/Fighting Hermit」
四神之一-玄武守護神。慨世身亡後並養育楓與雪，是慨世和嘉神的師傅，也被稱呼為「鬪将朴然」，是位實力強勁的劍豪。會用釣竿&魚籠為武器來戰鬥。
一条明（Akari Ichijo，聲：麻績村真由子）
使用武器：明暗（幣帛）、流派:一条流陰陽術
稱號：「小小陰陽師/Magical Little Girl」
出生於陰陽師家族的少女，自幼就能招喚式神作為僕從，關西腔語調，對楓抱持好感。明的姐姐與哥哥們並未在本篇登場，於PS家用版附錄的人物介紹會提到此事。
一条狸（蹦太）（Akari "Ponta" Ichijo，聲：麻績村真由子）
PS版「一幕」隱藏角色，喜歡惡作劇並變化成一条明的公狸貓，但變化此姿態時其尾巴還是沒有隱藏而暴露。
神崎十三（Juzoh Kanzaki，聲：泰森大屋）
使用武器：金剛羅漢（金碎棒）、流派:我流
稱號：「爽朗羅漢/Big Heart」
居住一条家的高大男子並用配合自己高大身材的金碎棒來戰鬥，稱明為「大小姐」，實際是愛慕明的體弱多病的姐姐 光。
「二幕」為了光能身體康復而努力奮鬥。
鷲塚慶一郎（Keiichiro Washizuka，聲：小西克幸）
使用武器：隼（刀）、流派:天然理心流
稱號：「誠忠之剣/Sword Wolf」
新選組副局長-土方歲三直屬部下(但未提到隸屬哪個部隊)的新選組隊士。並接下調查地獄門的命令。
「二幕」調查地獄門途中發現與此事有關連的人士也深入調查，在這些人士當中查到被稱為封印巫女的女性，也為得知其真相，鷲塚自行前往地獄門
結局中鷲塚傳達新選組加強京都城內的巡邏，既使時代改變，鷲塚的忠義之心依然不變
紫鏡/骸（Shikyoh/Mukuro，聲：前塚厚志）
使用武器：禿鷲（兇刀）、流派:明鏡止水「慘殺之章」
稱號：「彷徨悪夢/Living Nightmare」（紫鏡）、「棲息於地獄深淵/Hell Beast」（骸）
隸屬新選組，具有強烈殺人慾望，往往將無辜人士給殘殺被新選組視為肅清對象，可是新選組未行動前被他察覺而自行離組並流浪也過著尋找能與自己戰鬥對手並殘忍殺害的行徑。
「一幕」結局被地獄門吸入，「二幕」卻奇蹟似生還，但頭部綁滿繃帶彷彿活死人的模樣，名字也變更與他的外表符合的「骸」。
天野漂（Hyo Amano，聲：大塚明夫）
使用武器：男子漢（木刀）、流派:我流喧嘩矢倉
稱號：「喧嘩於江戶之櫻/Romancing Wanderer」
持有風流之心的男子，並用木刀來戰鬥，奧義名稱取自將棋。與響的父親 源藏關係非常要好，但某天獨自去高嶺家時發現空無一人，為尋找獨自旅行的響而展開其旅行。
李烈火（Lee Recca，聲：橋本潤）
使用武器：紅蓮（扇子）、流派:飛影拳
稱號：「黃土使者/Oriental Justice」
本名是李成龍，從清朝時代的中國-嵩山少林寺來到此地，具有強烈正義感的武術家青年。以火焰纏繞的足技並搭配拳法來對應。
斬鐵（Zantetsu，聲：大友龍三郎）
使用武器：影&流（小太刀）、流派:忍術
稱號：「最強忍道/Last Ninja」
「龍虎之拳」登場的如月影二的流派，如月流忍術的開山祖師，與對方戰鬥是絕不手下留情，實際非常熱愛與關心自己的家人，「一幕」結局出現如月流忍術後代繼承者-如月影二。
「二幕」因壽命所剩無幾，將生前習得的技術&招式傳授於孫子 三太，結局與黃龍單挑勝利後卻突然吐血而當場死亡，三太繼承祖父的技術&招式，以第二代斬鐵之名成為如月流忍術第二代掌門。
直衛示源（Shigen Naoe，聲：伊藤炎魔）
使用武器：白虎佛珠（佛珠）、流派:壊腕・白虎之爪
稱號：「鐵腕猛虎/Iron Tiger」
四神之一的白虎，身高超過2公尺的巨漢，自身肌肉結實並透過呼吸法以徒手空拳為主，白虎佛珠掛在自己的手臂。
「一幕」被自己的朋友 嘉神封印，雖最後打破封印卻失去穩重變得憤恨而變得狂暴，藉嘉神的回話與虎徹勸說下才想起白虎的使命才回復原本的穩重性格。
「二幕」能與他人正常對話，結局中雖封印地獄門成功，但為保護虎徹以自身阻擋地獄門引發的衝擊波，最後自己喪命於此地，之後虎徹繼承白虎的名號並持有白虎佛珠。
木偶示源（Deku no Shigen，聲：伊藤炎魔）
「一幕」的隱藏角色，嘉神慎之介用作代替被其封印的直衛示源而製作的人偶。
外觀上缺少了直衛示源右腕上的佛珠，各種奧義也沒有白虎型特效。
直衛虎徹（Kotetsu Naoe，聲：生駒治美）
示源的養女，外表會讓人誤會是男生。「二幕」結局因養父身亡而繼承白虎的名號。
「二幕」透過隱藏指令並出場，但一出場直接被示源帶出去，實際能操作的還是養父示源，差異是勝利台詞會有變化。
曉武藏（Musashi Akatsuki，聲：Franky仲村）
使用武器：無銘（大&小刀）、流派:二天一流改
稱號：「魔神二天流/Ghost Blade」
「一幕」被嘉神復活的宮本武藏，左眼已潰爛，右眼則是紅眼，作為「一幕」中頭目，被打敗時只講一句「這是一場很好的戰鬥」就此滿足也回歸常世。
「一幕」街機模式輸入隱藏指令就能使用，無個人劇情，Neo Geo CD、DC家用版「二幕」除街機模式外能使用，同樣無個人劇情。
嘉神慎之介（Shinnosuke Kagami，聲：粟根誠）
使用武器：瑞鳳（刀）、流派:焦刀・朱雀之炎
稱號：「墮天之劍/Crisis Christ」
「一幕」最終頭目，街機模式不可使用。殺害楓的養父 慨世的元凶，雖是四神之一的朱雀並看守地獄門，卻因地獄門散發出的負面力量影響窺見人類的黑暗面並認为人類是“最愚蠢且殘忍的生物”。
並開始計畫將人類趕盡殺絕並破壞地上世界，被青龍之力覺醒的楓擊敗後自身投入地獄門卻並未死亡，「二幕」是可操作角色，為確定人類的命運而自行前往地獄門。

### 「二幕」登場角
真田小次郎（Kojiroh Sanada，聲：中谷聰美）
使用武器：百舌（刀）、流派:天然理心流
稱號：「壬生陰狼/Shadow Wolf」
新選組零番隊隊長，與同是新選組的鷲塚是朋友，但「一幕」卻被紫鏡殺害，「二幕」登場的小次郎真身是為復仇而使用哥哥的名字的妹妹 香織。
PS版「一幕」作為隱藏角色，是在世的本人（聲：小山彰一）。
高嶺響（Hibiki Takane，聲：冰上恭子）
使用武器：谺（刀）、流派:無雙真傳流
稱號：「純潔太刀筋/Innocent Slash」
居合達人兼刀匠的高嶺源藏的女兒，源藏死前並告知黑刀被銀髮男(刹那)拿走，就此展開獨自旅行。
如果以斬殺KO對方，會改變此結局（其分支為：斬殺KO對方次數是否超過5次至6次以上），從不愛爭鬥的善良性格變得如冷酷嗜血殺人魔，也會影響對戰、勝利姿勢&台詞。
刹那（Setsuna，聲：山内圭哉）
使用武器：八十枉津日太刀（太刀）、流派:無名（殺）
稱號：「暗黑殺戮剣/Dark Soul」
嘉神慎之介事件後從地獄門現身的「常世使者」，怨恨包含自己在内的一切，愛刀是響的父親 源藏所打造的八十枉津日太刀，但完成後不久源藏就此逝世。
主要目的是殺害封印巫女 雪，防止地獄門被封印。結局中親自殺害黃龍並高聲狂笑著。
黃龍（Kouryu，聲：石井康嗣）
使用武器：十握剣（刀）、流派:活心一刀流
稱號：「親和帝王/Dragon Emperor」
「二幕」最終頭目，電腦專用角色，真身是楓的養父兼師傅也是四神之一的青龍 慨世，殞命後成為守護地獄門的第五守護神 黃龍。
因地獄門封印不完整，造成常世力量溢滿而被控制，並阻擋眾人前往封印儀式之地。
被擊敗後其意識和性格回復成原本的慨世，並開始執行封印地獄門的儀式。
紙人偶（Hagure-Hitokata，聲：麻績村真由子）
隱藏角色，是明用陰陽術招喚的紙人偶，對戰開始時會變化成對方，招式也會與對方相同，若最後到最終戰對黃龍，就能變化成黃龍進行對決。

## 軼事
與月華同樣是江戶末期~明治初期的作品「神劍闖江湖」，預定是緋村劍心以隱藏角色參戰月華，但眾多原因最後沒有實現。
但和月伸宏對於緋村劍心以隱藏角色參戰月華劍士的事，完全沒提到。

## 來源參見
1. ↑  . 巴哈姆特電玩資訊站. 2016-09-01  [2023-08-11]. （原始内容存档于2023-08-11） （中文（臺灣））.
2. ↑  . 巴哈姆特電玩資訊站. 2017-05-19  [2023-08-11]. （原始内容存档于2023-08-11） （中文（臺灣））.
3. ↑  . Gamer. 2022-07-21  [2023-08-11]. （原始内容存档于2023-08-11） （日语）.

## 外部連結
- 月華劍士系列官方介紹網站 （页面存档备份，存于）